# Сембратович Лев Михайлович
Лев Михайлович Сембратович (5 вересня 1844, Королева Руська, нині Польща — 12 липня 1910, Чертіж, нині Польща) — український греко-католицький священник, Сяноцький декан Перемишльської єпархії УГКЦ. Небіж предстоятеля УГКЦ Сильвестра Сембратовича.

## Біографія
Народився 5 вересня 1844 року в селі Крульова Руска, у давньому священичому роді Сембратовичів. Батько — Михайло Сембратович (1814—1884), мати — Марія Лаврецька (1815—1858). Був п'ятою дитиною з-поміж 11 дітей у сім'ї.
Був одружений з Юлією Мишковською (1849—1919). У сім'ї було дванадцять дітей:
- Іоана Сембратович (1869—1934)
- о. Людомир Сембратович (1872—1953)
- Ольга Сембратович (1874-?)
- Володимир Сембратович (1875—1940)
- о. Євгеній Сембратович (1877—1924)
- Теофілія Сембратович (1878—1956)
- НаталІя Сембратович (1880—1966)
- о. Юліян Сембратович (1881—1956)
- Зеновія Сембратович (1883—1957)
- о. Анатолій Сембратович (1884—1945)
- Меланія Сембратович (1887—1982)
- Роман Сембратович (1890—1947)

### Кар'єра
- 1864—1866 — навчався у Львівській духовній семінарії
- 1867 — завершував навчання у Перемишській семінарії
- 1868 — висвячений на священника
- 1868—1869 — завідатель у Сеньковій Волі
- 1870—1872 — адміністратор Дешниці
- 1872—1885 — парох у Дешниці
- з 1895 — титулярний радник Єпархіальної констисторії, почесний крилошанин
- 1885—1910 — парох у Чертежі
- 1891—1892 — завідатель Сяноцького деканату
- 1910 — сяноцький декан, парох Чертежа

Помер 12 липня 1910 року. Похований у Чертежі на цвинтарі біля парафіяльної церкви поряд з братом Теофілом Сембратовичем.